# Chiropsellidae
Famille
Les Chiropsellidae sont une famille de méduses de l'ordre Chirodropida.

## Liste des genres
Selon World Register of Marine Species (25 mars 2016) :
- genre Chiropsella Gershwin, 2006
- genre Meteorona Toshino, Miyake & Shibata, 2015

## Publication originale
- Toshino, Miyake & Shibata, 2015 : Meteorona kishinouyei, a new family, genus and species (Cnidaria, Cubozoa, Chirodropida) from Japanese Waters. ZooKeys,  n. 503, pp. 1-21 (introduction) (en).